# Montcellia
Montcellia — вимерлий рід нектрідових тетраподоморфів родини Urocordylidae, який жив у пізньому кам'яновугільному періоді на території сучасної Франції.